# Comuna de Kowalewo Pomorskie
Kowalewo Pomorskie (polaco: Gmina Kowalewo Pomorskie) é uma gminy (comuna) na Polónia, na voivodia de Cujávia-Pomerânia e no condado de Golubsko-dobrzyński. A sede do condado é a cidade de Kowalewo Pomorskie.
De acordo com os censos de 2004, a comuna tem 11 396 habitantes, com uma densidade 80,6 hab/km².

## Área
Estende-se por uma área de 141,39 km², incluindo:
- área agricola: 85%
- área florestal: 6%

## Demografia
Dados de 30 de Junho 2004:
|                      | Total   | Total | Mulheres | Mulheres | Homens  | Homens |
| -------------------- | ------- | ----- | -------- | -------- | ------- | ------ |
|                      | pessoas | %     | pessoas  | %        | pessoas | %      |
| População            | 11 396  | 100   | 5791     | 50,8     | 5605    | 49,2   |
| Densidade (pop./km²) | 80,6    | 100   | 41       | 41       | 39,6    | 39,6   |

De acordo com dados de 2005, o rendimento médio per capita ascendia a 1947,29 zł.

## Comunas vizinhas
- Chełmża, Ciechocin, Dębowa Łąka, Golub-Dobrzyń, Lubicz, Łysomice, Wąbrzeźno